# 나데르 간드리
나데르 간드리(아랍어: نادر الغندري, Nader Ghandri, 1995년 2월 18일 ~ )는 튀니지의 축구 선수로 현재 UAE 프로리그의 아지만에서 수비수로 활약하고 있다.